# Чорнобаївська сільська рада
Чорноба́ївська сільська́ ра́да —  орган місцевого самоврядування Чорнобаївської сільської громади Херсонського району Херсонської області.

## Склад ради
Рада складається з 32 депутатів та голови.
- Голова ради: Дудар Ігор Михайлович
- Секретар ради: Лісна Тетяна Миколаївна

### Керівний склад попередніх скликань
| Прізвище, ім'я, по батькові    | Основні відомості                                                    | Дата обрання | Дата звільнення |
| ------------------------------ | -------------------------------------------------------------------- | ------------ | --------------- |
| Соломахін Станіслав Васильович | Сільський голова, 1947 року народження, член Трудової партії України | 26.03.2006   | 12.06.2008      |
| Дудар Ігор Михайлович          | Сільський голова, 1968 року народження, освіта вища, безпартійний    | 31.10.2010   | Нині на посаді  |

Примітка: таблиця складена за даними сайту Верховної Ради України

### Депутати
За результатами місцевих виборів 2010 року:
- Кількість мандатів: 32
- Кількість мандатів, отриманих за результатами виборів: 31
- Кількість мандатів, що залишаються вакантними: 1

#### За суб'єктами висування
| Суб'єкт висування           | Кількість обраних депутатів | %    |
| --------------------------- | --------------------------- | ---- |
| Самовисування               | 30                          | 96,8 |
| Комуністична партія України | 1                           | 3,2  |

#### За округами
| № округу                    | Прізвище, ім'я, по батькові       | Дата визнання обраним | Освіта             | Партійна приналежність                        | Відомості про обраного депутата                                          |
| --------------------------- | --------------------------------- | --------------------- | ------------------ | --------------------------------------------- | ------------------------------------------------------------------------ |
| Комуністична партія України |                                   |                       |                    |                                               |                                                                          |
| 2                           | Потьомкін Костянтин Федорович     | 02.11.2010            | середня            | позапартійний                                 | ПОК «Зоря», начальник ПСО                                                |
| Самовисування               |                                   |                       |                    |                                               |                                                                          |
| 1                           | Олійник Ігор Васильович           | 02.11.2010            | середня спеціальна | член Аграрної партії України                  | ПОК «Зоря», бригадир                                                     |
| 3                           | Комарницький Євген Омелянович     | 02.11.2010            | вища               | член Аграрної партії України                  | ПОК «Зоря», агроном                                                      |
| 4                           | Комарницька Ірина Іванівна        | 02.11.2010            | середня            | позапартійна                                  | приватний підприємець                                                    |
| 5                           | Багненко Яна Юріївна              | 02.11.2010            | вища               | член Партії регіонів                          | ХФАТ «Брокбізнесбанк», економіст                                         |
| 6                           | Козанчин Ігор Михайлович          | 02.11.2010            | вища               | позапартійний                                 | ПП «Лукойл Україна», оператор заправної станції                          |
| 8                           | Ліщинський Олександр Анатолійович | 02.11.2010            | вища               | позапартійний                                 | ВАТ «Херсонгаз», інженер                                                 |
| 9                           | Підгородецький Ігор Михайлович    | 02.11.2010            | середня спеціальна | член Партії регіонів                          | ПОК «Зоря», інструктор зі спорту                                         |
| 10                          | Зявенко Анатолій Петрович         | 02.11.2010            | середня            | позапартійний                                 | Електромеханічний завод, комерційний відділ                              |
| 11                          | Родіонов Євгеній Олександрович    | 02.11.2010            | вища               | позапартійний                                 | Херсонський державний аграрний університет, асистент                     |
| 12                          | Галаган Наталія Іванівна          | 02.11.2010            | середня спеціальна | позапартійна                                  | приватний підприємець                                                    |
| 13                          | Бовкун Олександр Михайлович       | 02.11.2010            | вища               | позапартійний                                 | ПОК "Зоря", агроном-насіннєвик                                           |
| 14                          | Швець Ольга Григорівна            | 02.11.2010            | вища               | позапартійна                                  | школа - інтернат, вихователь                                             |
| 15                          | Сапко Микола Тимофійович          | 02.11.2010            | середня            | позапартійний                                 | ПОК «Зоря», бригадир                                                     |
| 16                          | Кузьмич Людмила Анатоліївна       | 02.11.2010            | вища               | позапартійна                                  | тимчасово не працює                                                      |
| 17                          | Петріченко Юлія В’ячеславівна     | 02.11.2010            | вища               | член Партії регіонів                          | Харківський національний університет внутрішніх справ, студентка         |
| 18                          | Базилюк Анатолій Михайлович       | 02.11.2010            | вища               | позапартійний                                 | Чорнобаївська дитячо-юнацька спортивна школа, викладач з важкої атлетики |
| 19                          | Яголковська Наталя Григорівна     | 02.11.2010            | вища               | позапартійна                                  | Чорнобаївська амбулаторія, медична сестра                                |
| 20                          | Дудар Світлана Петрівна           | 02.11.2010            | вища               | член Політичної партії "Народна Самооборона"  | приватний підприємець                                                    |
| 21                          | Ільницька Алла Володимирівна      | 02.11.2010            | середня спеціальна | член Партії регіонів                          | фельдшер                                                                 |
| 22                          | Ісаєвська Олена Володимирівна     | 02.11.2010            | вища               | член Партії регіонів                          | Чорнобаївська сільська бібліотека, завідувачка                           |
| 23                          | Потєряйко Оксана Зіновіївна       | 02.11.2010            | вища               | позапартійна                                  | приватний підприємець                                                    |
| 24                          | Крупський Дмитро Федорович        | 02.11.2010            | середня спеціальна | позапартійний                                 | ПОК «Зоря», завідувач мех. току                                          |
| 25                          | Лісна Тетяна Миколаївна           | 02.11.2010            | вища               | член Всеукраїнського об’єднання "Батьківщина" | Херсонський державний аграрний університет, асистент                     |
| 26                          | Сітак Валерій Миколайович         | 02.11.2010            | вища               | член Політичної партії "Народна Самооборона"  | ТОВ "Херсонснабресурси", заступник директора                             |
| 27                          | Бурова Любов Олексіївна           | 02.11.2010            | вища               | член Всеукраїнського об’єднання "Батьківщина" | пенсіонер                                                                |
| 28                          | Стасюк Микола Семенович           | 02.11.2010            | вища               | член Аграрної партії України                  | ПОК «Зоря», головний інженер                                             |
| 29                          | Родіонова Інна Миколаївна         | 02.11.2010            | вища               | позапартійна                                  | Чорнобаївська сільська рада, відповідальна за діловодство                |
| 30                          | Рець Володимир Олександрович      | 02.11.2010            | вища               | позапартійний                                 | ХФ ЗАТ «НКЗ», начальник охорони                                          |
| 31                          | Ковальов Віктор Іванович          | 02.11.2010            | середня спеціальна | позапартійний                                 | Чорнобаївська сільська рада, охоронець                                   |
| 32                          | Гребенюк Микола Іванович          | 02.11.2010            | вища               | позапартійний                                 | ПОК «Зоря», бригадир                                                     |

## Населення
Згідно з переписом УРСР 1989 року чисельність наявного населення сільської ради становила 9119 осіб, з яких 4349 чоловіків та 4770 жінок.
За переписом населення України 2001 року в сільській раді мешкала 9501 особа.

### Мова
Розподіл населення за рідною мовою за даними перепису 2001 року:
| Мова       | Відсоток |
| ---------- | -------- |
| українська | 91,75 %  |
| російська  | 7,29 %   |
| білоруська | 0,37 %   |
| молдовська | 0,23 %   |
| вірменська | 0,07 %   |
| циганська  | 0,05 %   |
| польська   | 0,02 %   |
| болгарська | 0,01 %   |
| інші       | 0,21 %   |